# Spätjudentum
Als Spätjudentum wurde in der Geschichtswissenschaft und der Theologie das Judentum im Zeitraum von 200 v. Chr. bis rund 200 n. Chr. bezeichnet.
Die Forschung des 21. Jahrhunderts verwendet den Begriff praktisch nicht mehr, da er „suggeriert, daß es sich hierbei um eine zu Ende gehende Epoche handle und der ‚Staffelstab‘ im Verlauf der Heilsgeschichte schließlich vom Judentum zum Christentum übergegangen sei“. Heute wird die Geschichte der Juden dieses Zeitraumes eher in die biblische Zeit und die Spätantike eingeordnet oder, genauer, als Teil der hellenistisch-römischen Epoche gesehen. Diese begann nachdem die Herrschaft über Jerusalem 332 v. Chr. an Alexander den Großen gefallen war. Danach begann die Rabbinische Epoche, in der die nachbiblischen Schriften des Judentums entstehen (etwa ab 70 n. Chr.).